# Артур Ґор, 2-й баронет
Сер Артур Ґор, 2-й баронет (бл. 1685 — 10 лютого 1742)  — ірландський політик і баронет.
Він був сином Пола Ґора, самого сина сера Артура Ґора, 1-го баронета, та його дружини Енн Ґор, дочки сера Джона Ґора.  У 1697 році Ґор змінив свого діда на посаді баронета. Він був верховним шерифом Мейо в 1711 році  і членом парламенту в Ірландській палаті громад. Ґор представляв Баллінакіл з 1703 по 1713 рік , а потім для району Донеґал до 1715 року  Згодом він представляв Мейо до 1741 року  .
Ґор був одружений з Елізабет Еннеслі, дочкою Моріса Еннеслі. У них було восьмеро дітей, чотири дочки та четверо синів. Баронетом замість Ґора став його старший син Артур, який пізніше був підвищений до пера Ірландії як 1-й граф Арран. З його дочок Енн вийшла заміж за Джона Брауна, 1-го графа Альтамонта, а Елізабет вийшла заміж за Джеймса Каффа (помер у 1762 році).